# 卡皮伊瓦里

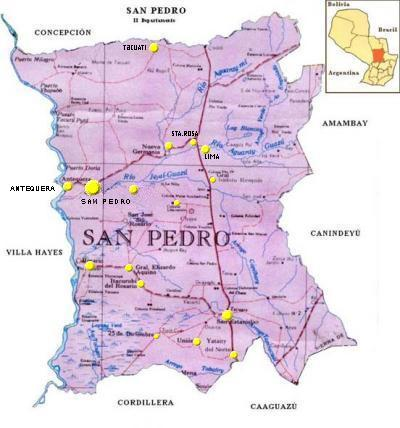

卡皮伊瓦里（西班牙語：Capiibary），是巴拉圭的城鎮，位於該國中部，由聖佩德羅省負責管轄，距離亞松森235公里，面積826平方公里，海拔高度328米，2002年人口25,841，人口密度每平方公里31.28人。